# Michele Brambilla
Michele Brambilla (Monza, 1º novembre 1958) è un giornalista e scrittore italiano.
Dal 29 settembre 2024 è il direttore de Il Secolo XIX.

## Biografia
Michele Brambilla, nasce a Monza nel 1958. Si laurea in Storia alla Facoltà di Lettere e filosofia dell'Università degli Studi di Milano, e diventa giornalista professionista nel 1984. Ha iniziato nel 1976 sul bisettimanale locale Il Cittadino, mentre nel 1978 è stato corrispondente dalla Brianza e dalla provincia di Milano per Il Giornale. Ha lavorato al Corriere della Sera a Milano, dal 1985 al 2002: al Corriere fu cronista, poi vice capo cronista di Milano, quindi vice caporedattore della Cultura e del magazine Sette.
Il 12 ottobre 2002 divenne direttore del quotidiano La Provincia. Dal maggio alla fine di novembre del 2006 è stato vicedirettore di Libero. Dal 1º dicembre 2006 all'agosto 2009 è vicedirettore del quotidiano Il Giornale. Dal settembre 2009 è alla La Stampa, prima come inviato-editorialista e dal settembre 2014 vice direttore. Dal 23 novembre 2015 al 28 febbraio 2019 è direttore della Gazzetta di Parma.
Nel marzo 2019 assume la direzione di QN Quotidiano Nazionale (consorzio che riunisce i quattro quotidiani La Nazione, Il Giorno, Il Resto del Carlino e Il Telegrafo) succedendo a Paolo Giacomin.
Cattolico, ha scritto diversi testi dedicati alla fede. Critico degli anni della contestazione, vi ha dedicato un lungo saggio, Dieci anni di illusioni. Storia del Sessantotto, chiuso in modo tagliente: «Sembra insomma che ogni speranza del Sessantotto si sia rovesciata nel suo contrario». Il periodo del terrorismo e la faziosità di molti nomi del giornalismo italiano sono l'argomento del suo precedente libro L'Eskimo in redazione, ristampato più volte nel corso degli anni.

## Opere
- L'Eskimo in redazione. Quando le Brigate Rosse erano «sedicenti», Collana Sagitta n.36, Edizioni Ares, 1991, ISBN 978-88-8155-012-8. Edizione aggiornata e ampliata, presentazione di Indro Montanelli, Collana I Grandi Tascabili, Bompiani, 1993, ISBN 978-88-452-2070-8; N.ed. aggiornata, Collana Oscar Saggi, Mondadori, 1998, ISBN 978-88-044-5239-3; Collana Sagitta n.77, Ares, 2010, ISBN 978-88-815-5495-9.
- Piero Gheddo con Michele Brambilla, Nel nome del Padre. La conquista cristiana: sopruso o missione?, Collana Saggistica, Bompiani, 1993, ISBN 978-88-452-1941-2.
- Dieci anni di illusioni. Storia del Sessantotto, Collana Saggi italiani, Milano, Rizzoli, 1994, ISBN 978-88-17-84328-7.
- Interrogatorio alle Destre, Collana Saggi italiani, Milano, Rizzoli, 1995, ISBN 978-88-17-84381-2.
- Vittorio Messori con Michele Brambilla, Qualche ragione per credere, Milano, Mondadori, 1997.
- Gente che cerca. Interviste su Dio, Collana Profili, Ancora, 2002, ISBN 978-88-514-0189-4.
- Gesù spiegato a mio figlio, Novara, Piemme, 2002, ISBN 978-88-384-6516-1.
- Sempre meglio che lavorare. Il mestiere del giornalista, Novara, Piemme, 2008, ISBN 978-88-384-8871-9.
- Coraggio, il meglio è passato. Viaggio nel nuovo conformismo italiano, Collana Frecce, Milano, Mondadori, 2009, ISBN 978-88-04-58600-5.
- Penso a Dio qualche volta di notte. Incontri con gente famosa, Ancora, 2012, ISBN 978-88-514-1012-4.
- Vinceremo di sicuro, Novara, Piemme, 2015, ISBN 978-88-384-8872-6.
- Non ci sono più i cornuti di una volta (e altri racconti di provincia), La Vita Felice, Milano, 2018
- Romanzo Inter, insieme a Leo Turrini, Minerva Edizioni, Bologna, 2023
- In provincia, Aragno, 2023
- I peggiori anni della nostra vita, Aragno, 2024
- Non è successo niente di grave, Baldini+Castoldi, Milano, 2025

### Curatele
Nel 2001 Brambilla ha curato un'edizione de Il Generale Della Rovere di Indro Montanelli per la BUR e l'antologia della rubrica La Stanza di Montanelli per la Rizzoli (Le nuove Stanze).
Nel 2016 ha curato "Tre uomini e una vita" (Mondadori), l'autobiografia di Aldo, Giovanni e Giacomo.

## Riconoscimenti
Il 7 dicembre 2007 è stato premiato dal Comune di Milano con la medaglia d'oro di civica benemerenza, l'Ambrogino d'oro, per la sua attività di giornalista e scrittore.